# Wanda Seux
Juana Amanda Seux Ramírez (Asunción, 3 de enero de 1948 - Ciudad de México, 2 de septiembre de 2020), conocida como Wanda Seux, fue una vedette y actriz paraguayomexicana.

## Biografía

### Inicios
Wanda Seux  nació en Asunción, Paraguay el 3 de enero de 1948, hija de un padre militar de origen francés. Sus padres se separaron y Wanda no conoció a su padre hasta los diez años de edad. Convivió muy poco con él, siendo criada por su madre y su padrastro de origen árabe. La familia se mudó a un pueblo en la provincia de Salta, Argentina. Wanda afirma haber sufrido cierto tipo de abuso sexual de parte de su padrastro cuando era niña.
Desde los dos años de edad fue invitada para participar como modelo en diversos festivales y eventos escolares y sociales. A los 11 años la invitan a participar en un desfile de modas para jovencitas. Empezó a ejercer de modelo en Orán. Estudió y se recibió como profesora de inglés. A los 18 años se trasladó a Buenos Aires, donde obtuvo un trabajo como bailarina de danzas árabes en un restaurante. Eventualmente, cuando Wanda tenía 21 años de edad, el diseñador Jack Dorian la invitó a trabajar como modelo. Como bailarina de danzas árabes, Seux comenzó a ser conocida como La Bomba del Barrio Norte. Tomó el nombre artístico de «Wanda» en 1972 por recomendación de un novio que le sugirió que su nombre real sonaba demasiado fuerte.
Es descubierta bailando danzas árabes por el actor y productor Eber Lobato, el marido de la célebre vedette argentina Nélida Lobato, quienes regresan a Argentina luego de triunfar el Lido de Paris con la idea de refrescar los espectáculos de vedettes. La eligieron debido a su figura delgada pero bien formada. Debutó en 1973 con Lobato y Zulma Faiad en el Teatro El Nacional en la revista Escándalos. Como modelo, participó en el calendario Marca 1974. Luego de un tiempo viajó a Venezuela para trabajar en el Hotel Tamanaco. Fue allí donde Wanda recibió una invitación de parte de Hugo López (promotor de estrellas como Julio Iglesias y Raphael) para realizar una gira en México.

### Carrera como vedette
Llegó a México en 1976 siendo ya una vedette, pero con una propuesta diferente, pues su espectáculo era tipo Las Vegas y emulaba a los shows ofrecidos por figuras como Shirley MacLaine o Liza Minnelli. Se decía que su producción costaba un total de nueve mil dólares. Su espectacular vestuario lo confeccionaban directamente de Argentina, con los modistos del Teatro Nacional. En sus primeros shows, Seux fue acompañada por algunas de  las Bluebell Girls del Lido de París.
Fue conocida como «La Bomba de Oro» y se le consideraba la Barbie de las vedettes debido a su rubia cabellera y estilizada figura. En sus espectáculos incluía variedades como lanzadores de cuchillos y boleadores de fuego. Seux fue la estrella del cabaret El Capri, en el Hotel Regis de la Ciudad de México. De ahí saltó al Follies Bergère y después, durante cuatro años fue estrella del centro nocturno Marrakesh, que era propiedad de la empresa Televisa.
Debutó en cine en 1978 en la película El arracadas, protagonizada por el cantante Vicente Fernández. Actuó en otras películas dentro de la llamada comedia erótica mexicana de los años 1970 y 1980. Trabajó con figuras como Sasha Montenegro, Andrés García, Lalo «el Mimo», María Victoria y otros más. Debutó en televisión en 1985 en la telenovela Salón de belleza. 

### Carrera posterior
Durante los años siguientes, apareció de manera regular en telenovelas y programas unitarios en México. En 1999 participó en el espectáculo teatral Las inolvidables de la noche, con las vedettes Rossy Mendoza, Amira Cruzat, Grace Renat y Malú Reyes. En el 2009, apareció a los 60 años de edad en la revista Playboy. Ese mismo año, creó al personaje Super Wanda, como parte del elenco del programa de espectáculos La Oreja.[cita requerida]
En 2013, regresó al cine, con el cortometraje Perdona nuestras ofensas, de Israel Ahumada. Ese mismo año, participó como modelo en el videoclip del tema Sobrenatural del grupo de rock mexicano Víctimas del Doctor Cerebro.[cita requerida]
En 2016, junto con otras vedettes como Olga Breeskin, Rossy Mendoza, Lyn May y la Princesa Yamal, protagonizó la película documental Bellas de noche, de la cineasta María José Cuevas.[cita requerida]
En 2017, apareció en la obra teatral Divas por siempre, al lado de la comunicadora Shanik Berman, el comediante Manuel «El Loco» Valdés y las también vedettes Lyn May, Grace Renat y la Princesa Yamal. Ese mismo año, Seux fue objeto de un homenaje, en el documental Dejar la piel, del cineasta Israel Ahumada.
Una de sus últimas actuaciones en televisión más conocidas fue en la serie 40 y 20 donde actuó al lado de los actores Jorge Van Rankin, Mauricio Garza y Michelle Rodríguez.

## Vida personal
Afirmó haber sufrido abuso sexual cuando tenía 18 años de edad. En 1971, cuando Wanda tenía 23 años de edad contrajo matrimonio, siguiendo una tradición familiar, con un hombre de origen árabe llamado Daniel, 37 años mayor que ella. El matrimonio terminó en divorcio cinco años después.
Afirmó haber sostenido numerosos romances a lo largo de su vida. Entre los más destacados se encuentran el político Enrique Jackson y el actor Eduardo Yáñez.
Afirmó haber criado una hija adoptiva de nombre María Florencia, actualmente radicada en Argentina. En 2008 su madre falleció luego de una grave infección. En febrero de 2010, la vedette fue diagnosticada con un cáncer de mama. Seux requirió un protocolo de quimioterapia, radioterapia, terapia biológica y cirugía. En 2012 quedó libre de la enfermedad.
El 26 de enero de 2018, sufrió un infarto cerebral que la mantuvo hospitalizada durante varios días. Seux logró recuperarse favorablemente y radicó durante algunos meses en Acapulco. En septiembre de 2019, Seux sufrió un segundo infarto cerebral que la mantuvo postrada en cama el resto de su vida. Desde septiembre de 2020, Seux residía en la Casa del Actor, casa de retiro para adultos mayores de la ANDA.
Era una fiel defensora de los animales y llegó a tener a su cuidado en su hogar a más de 44 mascotas.[cita requerida]

### Fallecimiento
Wanda Seux falleció a las 14:50 del 2 de septiembre de 2020 a los 72 años de edad en las instalaciones de la Casa del Actor, de la Ciudad de México debido a un infarto cerebral mientras tomaba un baño.

## Filmografía

### Cine
- 1978: El arracadas
- 1978: La hora del jaguar
- 1980: A fuego lento
- 1981: El macho biónico como una invitada a la fiesta
- 1982: La golfa del barrio
- 1983: Chile picante (en el segmento «Los compadres»)
- 1983: Buenas, y con ... movidas
- 1984: Entre ficheras anda el diablo - La pulquería 3
- 1987: Que buena está mi ahijada
- 1988: Central camionera
- 1988: El vergonzoso
- 1990: El lechero del barrio
- 1990: Objetos sexuales
- 1997: Masacre nocturna
- 1998: Secreto de Confesión
- 2009: Paradas continuas
- 2013: Perdona nuestras ofensas (cortometraje)
- 2015: El tiempo pasa (cortometraje)
- 2016: Bellas de noche (documental)
- 2017: Dejar la piel (documental)

### Televisión

#### Telenovelas
- 1985: Salón de belleza
- 1990: Alcanzar una estrella
- 1991: Alcanzar una estrella II
- 2010: Los sicarios
- 2010: Atrévete a soñar
- 2010: Hasta que el dinero nos separe

#### Programas
- 1977: Variedades de media noche
- 2008: Que show con Alejandra Bogue
- 2009: La Oreja
- 2010: Muévete
- 2017: 40 y 20
- 2019: Simón dice

### Teatro
- Colitas pintadas (1974)
- Las inolvidables de la noche (1999)[14]
- Vestida a la orden (2011)[15]
- Divas por siempre (2017)[8]
- Una Navidad para Wanda (2018)

## Galardones
- En el 2010 recibió un reconocimiento a su trayectoria en la Plaza de las Estrellas.[16]
- En el 2012 fue homenajeada en Buenos Aires, Argentina debido a sus 37 años de carrera en México.[17]